# Mandya (Distrikt)
Der Distrikt Mandya (Kannada: ಮಂಡ್ಯ ಜಿಲ್ಲೆ) ist ein Distrikt des indischen Bundesstaates Karnataka. Verwaltungszentrum ist die namensgebende Stadt Mandya.

## Geografie

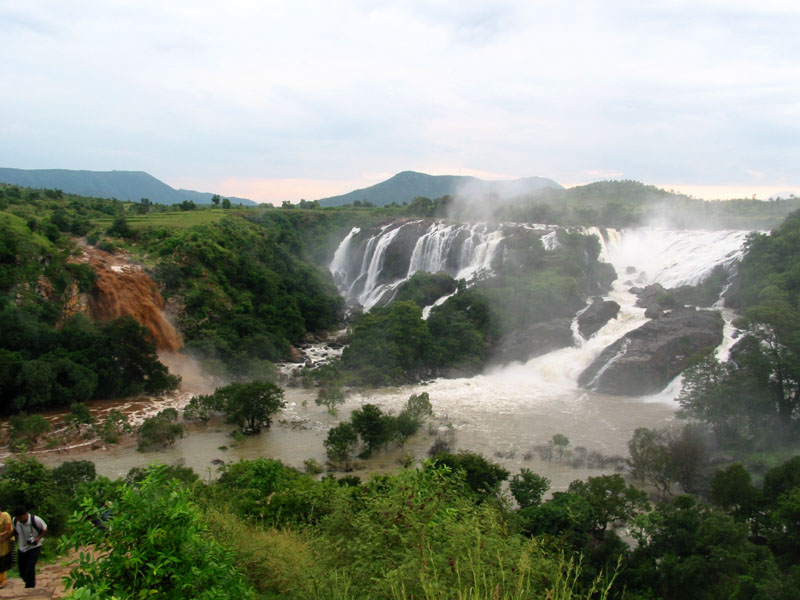
Die Shivanasamudra-Fälle des Kaveri-Flusses

Der Distrikt Mandya liegt im Süden Karnatakas im südlichsten Teil des Dekkan-Plateaus. Nachbardistrikte sind Mysuru im Südwesten, Hassan im Nordwesten, Tumakuru im Norden, Ramanagara im Osten und Chamarajanagar im Süden.
Die Fläche des Distrikts Mandya beträgt 4.962 Quadratkilometer. Das Distriktgebiet bildet eine Hochebene mit einer durchschnittlichen Höhe von 700 bis 900 Metern über dem Meeresspiegel. Dadurch sind die Temperaturen gemäßigt. Bei einer Jahresniederschlagsmenge von rund 700 Millimetern ist das Klima trocken, die Wassermassen des Kaveri-Flusses, der durch den Süden des Distriktes fließt, ermöglichen aber, die Hälfte des Distriktgebiets künstlich zu bewässern. Daher kann im Distrikt Mandya ertragreiche Landwirtschaft betrieben werden. Hauptanbauprodukte sind Reis und Zuckerrohr. An der Grenze zum Distrikt Mysuru ist die Kaveri zum Krishnarajasagara-Stausee aufgestaut. An der Grenze zum Distrikt Chamarajanagar befinden sich im Kaveri-Fluss die Shivanasamudra-Fälle. 
Der Distrikt Mandya ist in die sieben Taluks Mandya, Malavalli, Maddur, Pandavapura, Krishnarajpet, Shrirangapattana und Nagamangala unterteilt.

## Geschichte
Während der britischen Kolonialzeit gehörte das Gebiet des heutigen Distrikts Mandya zum Fürstenstaat Mysore. Ursprünglich war Mandya ein Teil des Distrikts Mysore, ehe der Distrikt Mandya am 1. Juli 1939 als eigenständiger Distrikt abgespalten wurde. Nach der indischen Unabhängigkeit vollzog Mysore 1949 den Anschluss an die Indische Union. Durch die Neuordnung der indischen Bundesstaaten wurde der Distrikt Mandya 1956 zu einem Teil des nach den Sprachgrenzen des Kannada gebildeten Bundesstaates Mysore (1973 umbenannt in Karnataka).

## Bevölkerung
Bei der indischen Volkszählung 2011 hatte der Distrikt Mandya 1.805.769 Einwohner. Das Bevölkerungswachstum war niedrig: Zwischen 2001 und 2011 wuchs die Einwohnerzahl nur um 2,4 Prozent und damit deutlich niedriger als im Mittel Karnatakas (15,7 Prozent). Die Bevölkerungsdichte war mit 364 Einwohnern pro Quadratkilometer höher als der Durchschnitt des Bundesstaates (319 Einwohner pro Quadratkilometer). Dabei war der Distrikt deutlich ländlich geprägt: Nur 17,1 Prozent der Bevölkerung lebten in Städten. Der Urbanisierungsgrad gehörte damit zu den niedrigsten Karnatakas und lag weit unter dem Mittelwert von 38,6 Prozent. Die Alphabetisierungsquote war mit 70,4 Prozent ebenfalls niedriger als der Durchschnitt des Bundesstaates (76,1 Prozent).
Unter den Einwohnern des Distrikts stellten Hindus nach der Volkszählung 2011 mit 94,8 Prozent eine große Mehrheit. Zum Islam bekannte sich eine kleine Minderheit von 4,3 Prozent.
Nach der Volkszählung 2011 sprach von den Einwohnern des Distrikts Mandya eine große Mehrheit von 91,9 Prozent (1.659.823 Personen) Kannada als Muttersprache. Daneben gab es Minderheiten von Sprechern des Urdu (76.500, 4,2 Prozent), Tamil (24.117, 1,3 Prozent), Telugu (23.457, 1,3 Prozent) und anderen Sprachen (21.872, 1,2 Prozent).

## Sehenswürdigkeiten

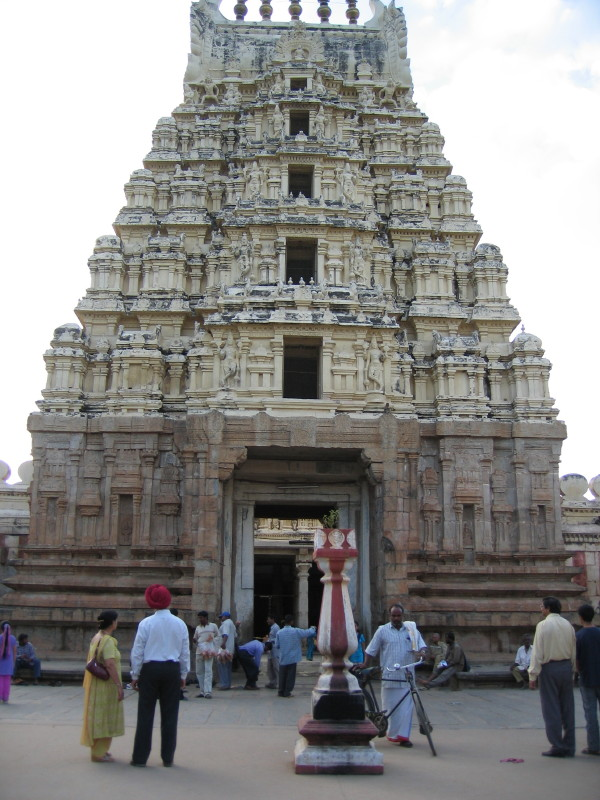
Sri-Ranganathaswamy-Tempel in Shrirangapattana

Die wichtigste Sehenswürdigkeit des Distrikts Mandya ist das auf einer Flussinsel der Kaveri gelegene Shrirangapattana (Srirangapatna). Die Kleinstadt war von 1610 bis 1799 Hauptstadt des Königreichs Mysore. Hieran erinnern heute noch die Festungsanlage, der 1784 von Tipu Sultan erbaute Sommerpalast (Daria Daulat Bagh) sowie das im selben Jahr erbaute Gumbaz-Mausoleum mit den Gräbern Hyder Alis und Tipu Sultans. Ferner beherbergt Shrirangapattana mit dem Sri-Ranganathaswamy-Tempel eine wichtige hinduistische Wallfahrtsstätte. Der Tempel geht auf das 9. Jahrhundert zurück und ist einer von drei Gott Vishnu geweihten Tempeln auf Inseln im Kaveri-Fluss.
Ein weiteres religiöses Zentrum im Distrikt Mandya ist Melukote, wo der bedeutende Hindu-Philosoph Ramanuja um die Wende des 11. und 12. Jahrhunderts gewirkt haben soll. Selten besucht ist der nur etwa 15 km südwestlich von Shravanabelagola gelegene Rameshvara-Tempel bei der Ortschaft Kikkeri.
Ebenfalls im Distrikt Mandya beim Krishnarajasagara-Staudamm liegen die Brindavan-Gärten. Die rund 60 Hektar große Gartenanlage wurde zwischen 1927 und 1932 für den Maharaja von Mysore fertiggestellt. All diese Sehenswürdigkeiten können vom nahen Mysuru (Mysore) aus erreicht werden, sodass nur wenige Touristen im Distrikt Mandya übernachten.

## Städte
| Siedlung         | Typ | Fläche (km²) | Einwohner |
| ---------------- | --- | ------------ | --------- |
| Krishnarajpet    | TMC | 4,26         | 25.946    |
| Nagamangala      | TP  | 2,52         | 17.776    |
| Pandavapura      | TP  | 3,68         | 20.399    |
| Shrirangapattana | TMC | 11,62        | 25.061    |
| Hongalli         | CT  | 6,13         | 9.074     |
| Mandya           | CMC | 16,89        | 137.358   |
| Maddur           | TMC | 6,32         | 28.754    |
| Mellahalli       | CT  | 1,97         | 6.393     |
| Malavalli        | TMC | 3,29         | 37.601    |

TMC: Town Municipal Council, TP: Town Panchayat, CMC: City Municipal Council, CT: Census town.